# دوروثي أتكينسون
دوروثي أتكينسون (بالإنجليزية: Dorothy Atkinson)‏ هي مؤرخة أمريكية، ولدت في 5 أغسطس 1929 في مالدن في الولايات المتحدة، وتوفيت في 23 يناير 2016 في بالو ألتو في الولايات المتحدة.